# Щученка (река)

Щученка — река в Антроповском районе Костромской области России, левый приток Шачи.
Длина — 17 км, площадь водосборного бассейна — 53 км². Исток — восточнее деревни Кордомец, впадает в Шачу в 13 км от её устья у деревни Еремшино.

## Данные водного реестра
По данным государственного водного реестра России относится к Верхневолжскому бассейновому округу, водохозяйственный участок реки — Волга от города Кострома до Горьковского гидроузла (Горьковское водохранилище), без реки Унжа, речной подбассейн реки — Волга ниже Рыбинского водохранилища до впадения Оки. Речной бассейн реки — (Верхняя) Волга до Куйбышевского водохранилища (без бассейна Оки).
По данным геоинформационной системы водохозяйственного районирования территории РФ, подготовленной Федеральным агентством водных ресурсов:
- Код водного объекта в государственном водном реестре — 08010300412110000014039
- Код по гидрологической изученности (ГИ) — 110001403
- Код бассейна — 08.01.03.004
- Номер тома по ГИ — 10
- Выпуск по ГИ — 0